# Schlacht um Dresden
Frühjahrsfeldzug 1813
Lüneburg – Möckern – Halle – Großgörschen – Gersdorf – Bautzen – Reichenbach – Nettelnburg – Haynau – Halberstadt – Luckau
Herbstfeldzug 1813

Großbeeren – Katzbach – Dresden – Hagelberg – Kulm – Dennewitz – Göhrde – Altenburg – Wittenberg – Wartenburg – Liebertwolkwitz – Leipzig – Torgau – Hanau – Hochheim – Danzig
Winterfeldzug 1814

Épinal – Colombey – Brienne – La Rothière – Champaubert – Montmirail – Château-Thierry – Vauchamps – Mormant – Montereau – Bar-sur-Aube – Soissons – Craonne – Laon – Reims – Arcis-sur-Aube – Fère-Champenoise – Saint-Dizier – Claye –  Paris
Sommerfeldzug von 1815

Quatre-Bras – Ligny – Waterloo – Wavre – Paris
Die Schlacht um Dresden fand am 26. und 27. August 1813 zwischen französischen Truppen unter Napoleon und der Hauptarmee der verbündeten Koalitionäre Österreich, Preußen und Russland unter Karl Philipp Fürst zu Schwarzenberg statt. Napoleon errang hier einen seiner letzten Siege auf deutschem Boden. Das Moreau-Denkmal auf der Räcknitzhöhe in Dresden-Räcknitz erinnert an die tödliche Verwundung des französischstämmigen alliierten Generals Jean-Victor Moreau in dieser Schlacht.

## Vorgeschichte
Während des Waffenstillstands Napoleons mit Russland und Preußen traf sich am 28. Juni 1813 der österreichische Reichskanzler Fürst von Metternich im Palais Brühl-Marcolini in der Dresdner Friedrichstadt mit Kaiser Napoleon, der zu diesem Zeitpunkt hier Quartier genommen hatte. Als Ergebnis dieser Unterredung schloss sich die Donau-Monarchie den antinapoleonischen Verbündeten an, da Napoleon die österreichischen Forderungen für einen Friedensvertrag nicht annahm.
Als nach der Kriegserklärung Österreichs an Frankreich und dem Ende des Waffenstillstandes der Krieg im August fortgesetzt wurde, blieb Dresden der Mittelpunkt der Bewegungen der französischen Armee. Der kommandierende französische Marschall Laurent de Gouvion Saint-Cyr ordnete deshalb im Zusammenwirken mit dem Stadtkommandanten General Durosnel den Bau von Verteidigungsanlagen um die Stadt an.
Am 22. August überschritt die Böhmische Armee unter Fürst zu Schwarzenberg mit ca. 200.000 Mann die böhmische Grenze und erreichte am 23./24. August Dresden. Am 24. August hatten die Truppen der Verbündeten weite Teile der Stadt eingeschlossen. Die Angriffe auf die Stadt begannen am folgenden Tag. Die verbündeten Monarchen waren im Süden der Stadt eingetroffen, Zar Alexander I. bezog in Nöthnitz und Friedrich Wilhelm III. in Leubnitz Quartier. Das Hauptquartier des Fürsten Schwarzenberg und seines Generalstabschefs Radetzky wurde in Bannewitz bezogen. Der Schwerpunkt der Kämpfe lag zunächst in den südlichen Vororten von Dresden, das Dorf Striesen wurde noch am 25. August von den Russen in Brand geschossen.

## Schlachtverlauf

### Erster Kampftag

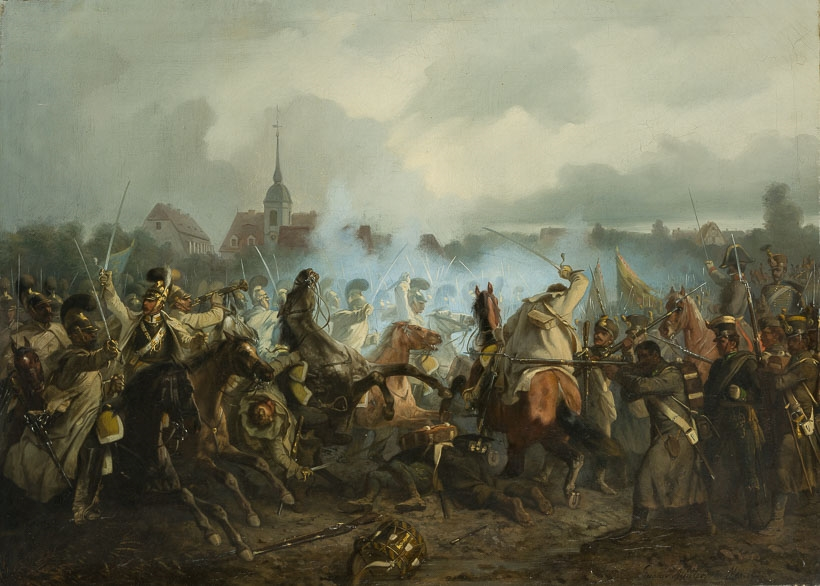
Schlacht bei Dresden, 1813

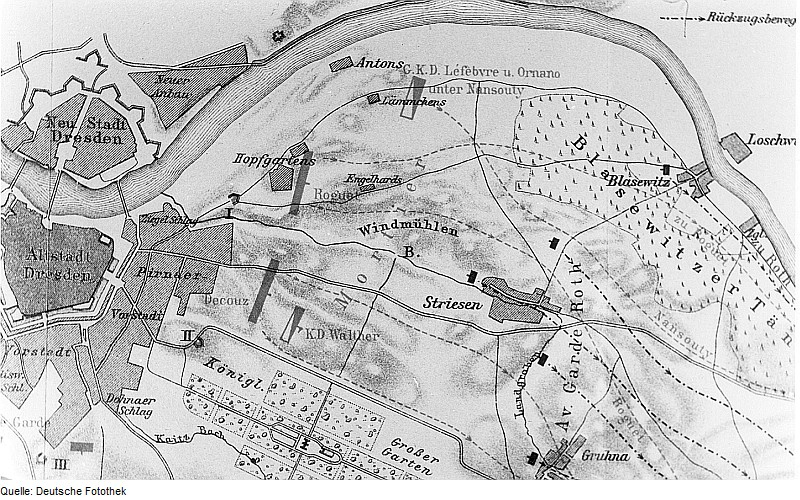
Situation östlich der Stadt am 26. August

Da der Hauptangriff auf die mit nur 30.000 Mann besetzte Stadt erst am 26. August erfolgte, hatte Napoleon Zeit gehabt, von seinem Zug nach Schlesien gegen Blücher rechtzeitig zurückzukehren und größere Truppenmassen in der Stadt zu positionieren sowie selbst die Leitung der Verteidigungsoperationen zu übernehmen. So war für die Verbündeten der günstigste Moment verpasst und die Franzosen konnten die Stadt sichern.
Marschall Saint-Cyr hatte seine Truppen nicht in der Ebene vor der Stadt aufgestellt, seine drei Divisionen unter den Generalen Claparède, Razout und Berthezène nahmen Deckung hinter der Stadtmauer und den davor errichteten Schanzen und Redouten. Der Fürst von Schwarzenberg ließ in sechs Kolonnen unter fortwährendem Geschützdonner gegen die Stadt vorrücken. Der linke Flügel wurde durch die Österreicher unter Gyulay gebildet, im Zentrum war das Korps des Prinzen von Hessen-Homburg aufmarschiert. Der rechte Flügel, der an die Elbe anlehnte, stand unter Oberbefehl von General Wittgenstein und wurde aus dem russischen Korps des Fürsten Gortschakow und dem preußischen Korps des Generals Kleist gebildet. Die verfügbare Reserve wurde vom russischen General Barclay de Tolly geführt.
Kaiser Napoleon erschien zwischen 9 und 10 Uhr mit Verstärkungen in der Stadt. Die Division des Generals Teste rückte zuerst ein und wurde nach Friedrichstadt geschickt. Um zwei Uhr nachmittags traf Marschall Murat an der Spitze des Kavalleriekorps Latour-Maubourg (78 Schwadronen) ein und verstärkte den französischen rechten Flügel, wo bereits General Testes und Pajols Kavalleriedivision (46 Schwadronen) standen. Nach 15 Uhr rückte die Junge Garde unter Marschall Mortier in den Vorort von Pirna ein, während die Truppen des Korps Ney hinter der Redoute IV im Zentrum der Front Aufstellung nahm.
Um 16 Uhr begann die Russen unter Wittgenstein mit dem Vorstoß aus dem Blasewitzer Wald gegen die linke Flanke der Franzosen. Bis 18 Uhr konnten die Preußen bis in die Pirnaische Vorstadt eindringen. Die Schanze vor dem Freiberger Schlag war von den Österreichern genommen und das weit stärkere Werk vor dem Moczinskischen Garten von den Preußen erstürmt. Darauf gingen die Franzosen zum Gegenangriff über. Aus dem Rückhalt führte die Garde mit 16 Kanonen einen Gegenangriff und trieb die Preußen wieder aus der Vorstadt hinaus. Auch das Werk vor Moczinskis Garten war gegen 19 Uhr wieder genommen. Die russische 5. Division unter General Mezentzow (7.350 Mann und 24 Geschütze) wurde von der Alten Garde unter General Friant zurückgedrängt. Bei Einbruch der Nacht zogen sich die Verbündeten in ihre vorige Stellung auf die Anhöhen zurück, während sich die Franzosen vor den Schlägen und in den Dresdner Vorstädten lagerten.

### Zweiter Kampftag

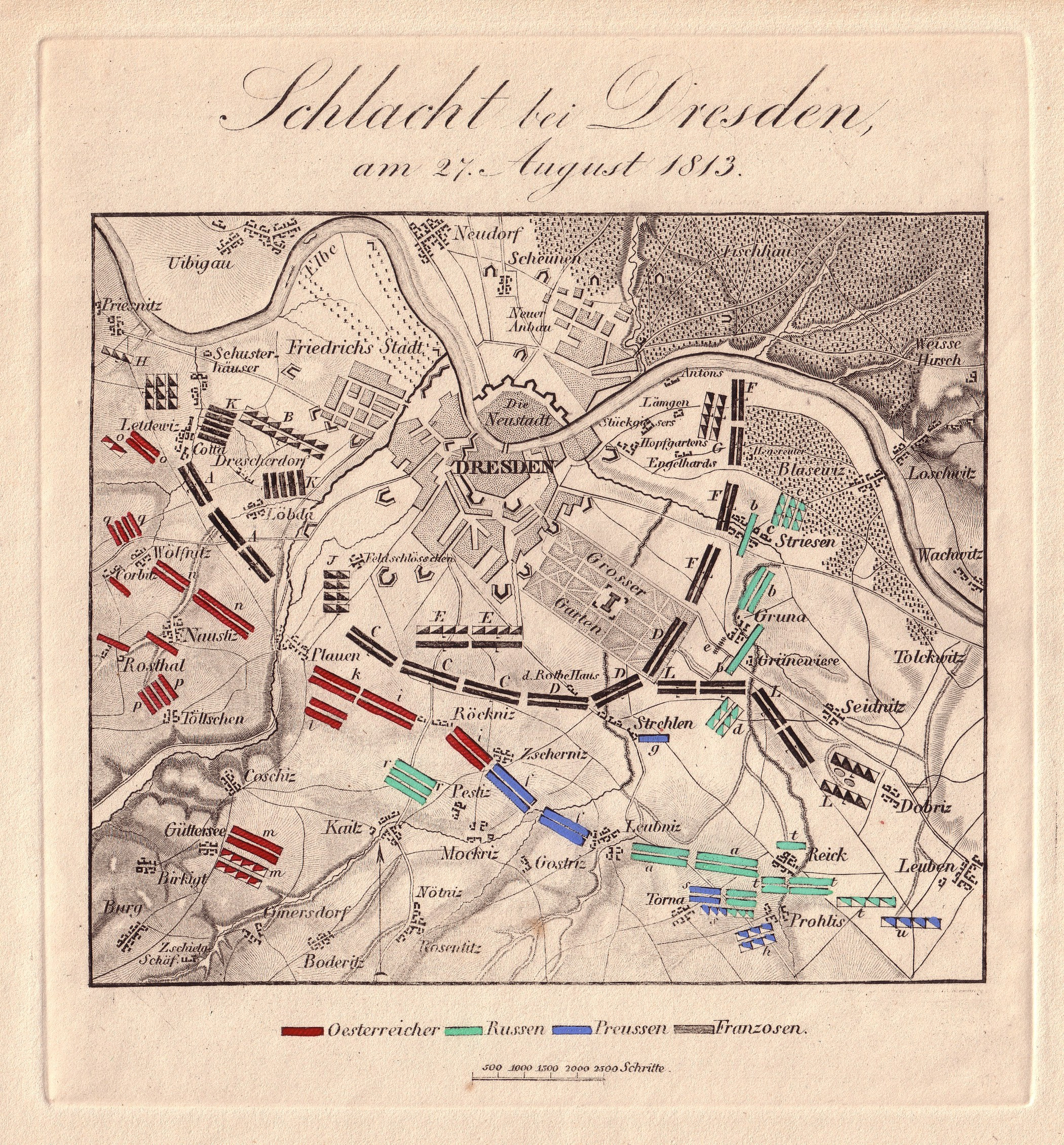
Militärische Situation am 27. August 1813 um die Stadt

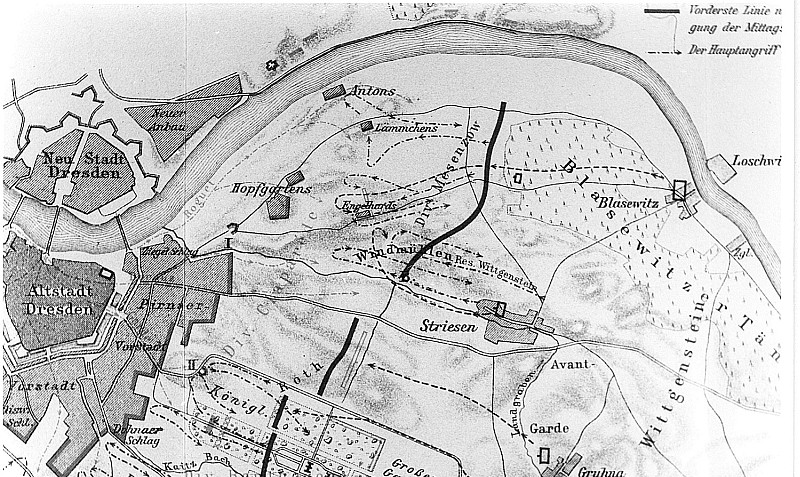
Situation östlich der Stadt am 27. August

Am 27. August wurden die Angriffe der verbündeten Armeen auf die französischen Truppen in Dresden fortgesetzt. Nachdem die Garde unter Marschall Mortier die Front an der Elbe besetzt hatte, konnte Marschall Saint-Cyr seine Truppen vom linken Flügel weiter zum Zentrum hin verschieben, wo jetzt das Korps Marmont den Befehl übernommen hatte. Der überflutete Fluss Weißeritz trennte den linken Flügel der alliierten Front unter Führung von Gyulay von der Hauptarmee. Auch das Zentrum der alliierten Stellungen bestand aus österreichischen Truppen: aus Colloredos Infanteriedivision, die leichte Division unter Moritz von Liechtenstein, die Grenadiere unter Chasteler und die Kürassier-Division Nostitz. Die österreichische Infanterie hatte sich hinter Schutzwehren verbarrikadiert, beginnender Regen machte das Pulver fast unbrauchbar und verhinderte den vollen Einsatz vieler Waffen.
Murat, König von Neapel, brach um 9 Uhr vormittags mit drei Kürassierdivisionen und dem Korps unter Victor, Herzog von Belluno auf und formierte starke Reitermassen entlang der Weißeritz auf der Straße nach Freiberg und bei Cotta, um den linken Flügel der Österreicher anzugreifen, der erst jetzt durch den Anmarsch des Korps Klenau vollständig formiert werden konnte.
Gegen 10 Uhr ließ Napoleon dann auch Marschall Ney angreifen, dieser wandte sich gegen den rechten Flügel der Verbündeten, der aus Russen und Preußen bestand. Die Junge Garde konnte die Verbündeten hier bis auf Prohlis und Leuben zurückwerfen. Vergebens griffen Napoleons Verbände aber wiederholt das Mitteltreffen der Verbündeten auf den Höhen von Zschertnitz und Räcknitz an, wobei dem ehemaligen französischen General Jean-Victor Moreau, der jetzt als militärischer Berater des Zaren Alexander I. fungierte, ein Bein durch eine Kanonenkugel zerschmettert wurde.
Gegen Mittag war es Murats Kavallerie gelungen, den linken Flügel der Verbündeten unter Gyulay, der sich von Dölzschen an der westlichen Talwand des Plauenschen Grundes bis gegen Gorbitz an der Heerstraße nach Freiberg ausdehnte, erfolgreich zu schlagen. Der Angriff des Korps Victor und der Reiterei unter La Tour-Maubourg brach auf Cotta und dem Zschonergrund hervor. Drei österreichische Divisionen unter Weißenfels und Liechtenstein und die 3. leichte Division unter Generalmajor Mesko vom Korps Klenau wurden geschlagen und zerstreut. Schon mittags waren die Österreicher aus Wölfnitz und Gorbitz vertrieben und zogen sich über Neunimptsch in großer Unordnung zurück. Um 15 Uhr stürmte Chastels 3. Leichte Kavallerie Division an Pennrich vorbei, General Pajols 10. Leichte Kavallerie-Division mit den polnischen Lancieres (Ulanen) jagten an Gorbitz vorbei und verfolgten den zurückgehenden Gegner. Die Franzosen stürmten das Dorf Naußlitz. General Czollich führte seine Brigade bei Dölzschen zum Gegenangriff. Er musste den französischen Vormarsch aufhalten, um den geordneten Rückzug der Division des FML Liechtenstein durch die Schlucht von Pesterwitz über Zauckerode nach Gittersee zu decken. Das Dorf Naußlitz verblieb dabei in französischen Händen. Über 10.000 abgeschnittene Österreicher wurden bei Murats Angriffen mit allen Fahnen und Kanonen gefangen oder erbeutet. General Mesko selbst wurde von Soldaten des 23. Dragoner-Regiments gefangen genommen.

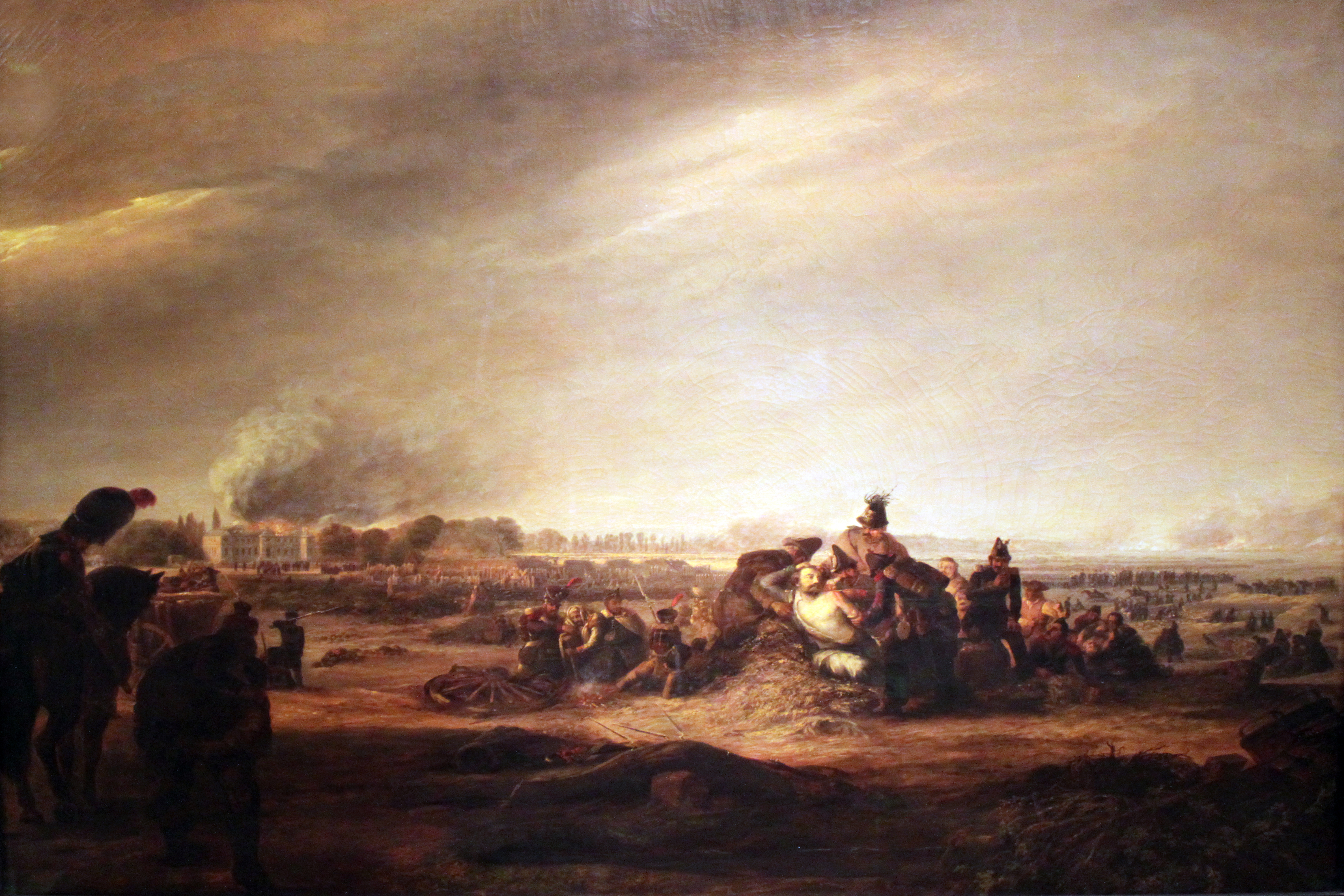
Schlacht bei Dresden, Gemälde von Julius Ferdinand Wilhelm Sattler, 1814

Es war bereits 17 Uhr, als auch ein Teil der französischen Reservetruppen eingesetzt wurde. Die vier Divisionen der jungen Garde, von den Generalen Dumoustier, Barrois, Decouz und Roguet kommandiert, brachen durch das Tor von Pirna und durch das Tor von Plauen zum Nachstoßen hervor. Nach der Sicherung der Übergänge der Weißeritz durch Murats Truppen war Schwarzenberg gezwungen, die Vernichtung seiner Truppen am anderen Flussufer hilflos hinzunehmen.
Es fielen der österreichische Generalmajor David von Andrássy, ferner die russischen Generalmajore Luckow und Millesinow. An der Spitze der französischen Garden fiel der General Combelle.

## Ende der Schlacht und Ergebnisse

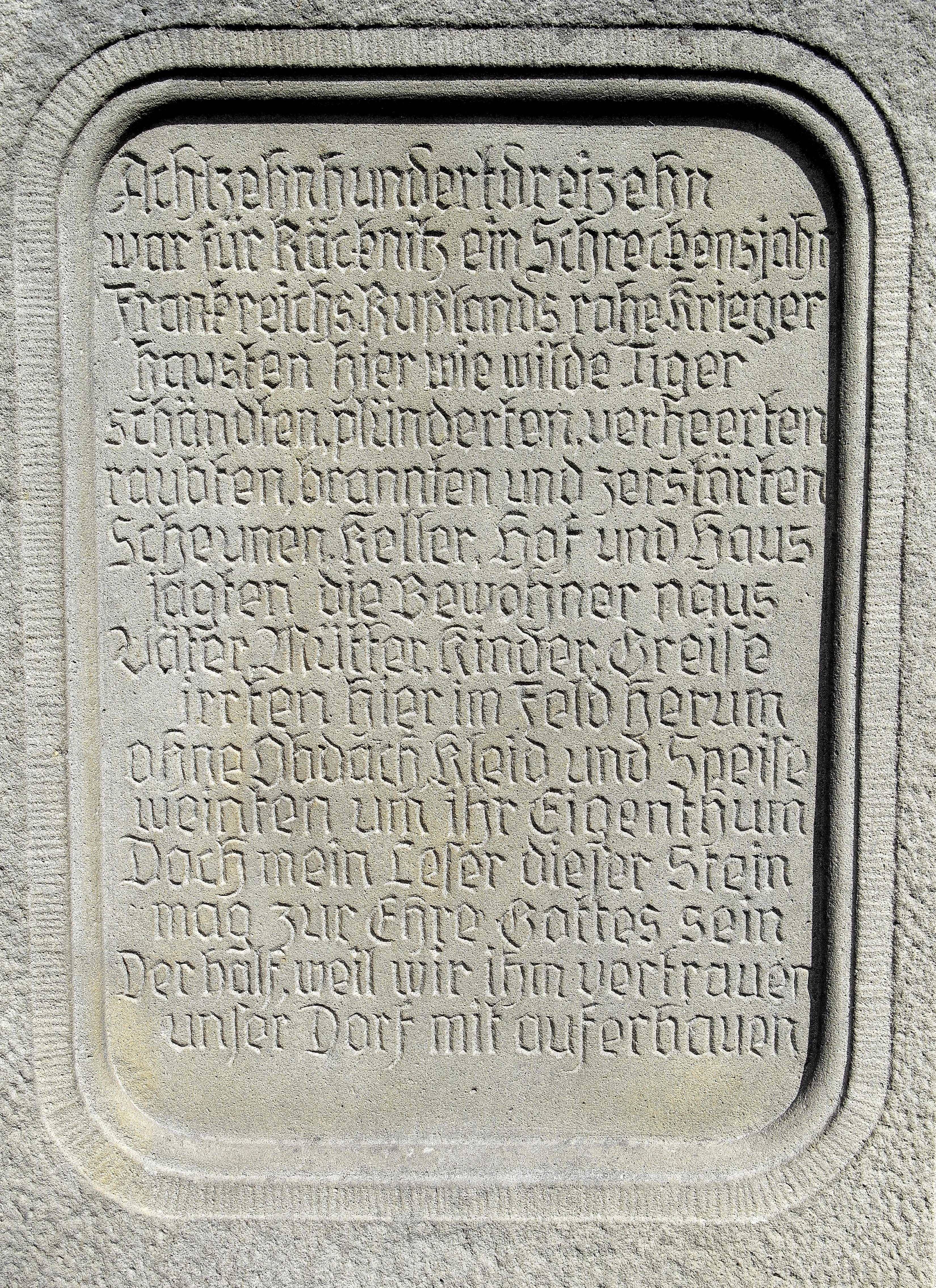
Denkmal Schlacht bei Dresden, Räcknitzhöhe Dresden

Auf die Nachricht, dass das französische Korps Vandamme, der am 25. bei Königstein über die Elbe gegangen sei, gegen Pirna vordringe und die Verbindung mit Böhmen bedrohe, traten die Alliierten in der Nacht vom 27. auf den 28. August den Rückzug an.
Napoleon konnte sein Ziel, die Verbündeten nach der Verfolgung auch entscheidend zu schlagen, durch die Niederlage von General Vandamme in der Schlacht bei Kulm nicht verwirklichen. Das Kräfteverhältnis hatte sich durch den Kriegseintritt Österreichs entscheidend zu seinen Ungunsten verändert. Die Niederlage in der Völkerschlacht bei Leipzig im Oktober 1813 war die Folge.
Die südlichen Vororte von Dresden wurden teilweise schwer zerstört. Die Stadt Dresden glich durch die große Anzahl von Verwundeten einem großen Feldlazarett.

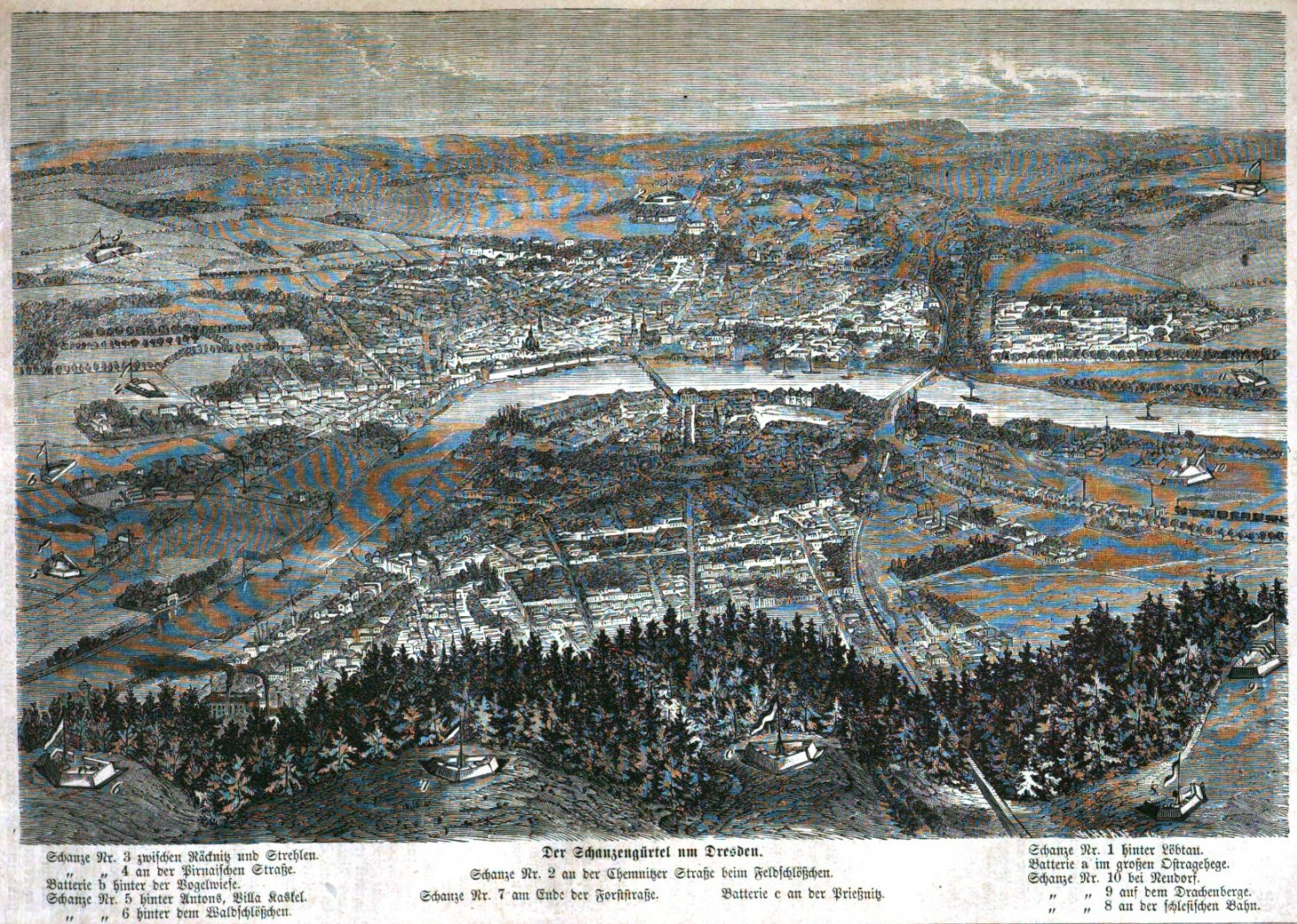
Schanzengürtel um Dresden im Jahre 1866

Mitte des 19. Jahrhunderts wurden die Befestigungen zu einem Schanzenkranz ausgebaut.

## Literarische Verarbeitung
E. T. A. Hoffmann besichtigte kurz nach dem Sieg der französischen Truppen, am 29. August, das Schlachtfeld und hält diesen Eindruck in seinen Tagebüchern fest. Sie werden zur Grundlage für Die Vision auf dem Schlachtfelde bei Dresden, die 1814 als Flugschrift veröffentlicht wird.